# Ophichthus brevirostris
Ophichthus brevirostris is een straalvinnige vissensoort uit de familie van slangalen (Ophichthidae). De wetenschappelijke naam van de soort is voor het eerst geldig gepubliceerd in 2007 door McCosker & Ross.